# Cretomegatoma
Cretomegatoma – wymarły rodzaj chrząszczy z rodziny skórnikowatych. Obejmuje tylko jeden opisany gatunek, Cretomegatoma atypica. Żył w kredzie na terenie współczesnej Mjanmy.

## Taksonomia
Gatunek typowy opisany został po raz pierwszy w 2017 roku przez Deng Congshuanga, Adama Ślipińskiego, Ren Donga oraz Pang Honga na łamach „Cretaceous Research” pod nazwą Megatoma atypica. Opisu dokonano na podstawie inkluzji w bursztynie birmańskim, odnalezionej w dolinie Hukawng na terenie birmańskiego stanu Kaczin. Skamieniałość datowana jest na wczesny cenoman. Epitet gatunkowy oznacza po łacinie „nietypowa” i odnosi się do braku widocznej tarczki u chrząszcza. W 2021 roku gatunek ten umieszczony został przez Jiříego Hávę w nowym rodzaju Cretomegatoma.

## Morfologia
Chrząszcz o podługowato-owalnym ciele długości 2,6 mm i szerokości 1,3 mm, gęsto porośniętym pomieszanymi jasnymi i ciemnymi szczecinkami. Głowa była płaskawa, zaopatrzona w duże oczy złożone z mikroszczecinkami i wypukłe przyoczko. Czułki budowało jedenaście członów, z których pierwszy i drugi były prawie kuliste, od trzeciego do ósmego zbliżone rozmiarami, a ostatnie trzy formowały stosunkowo luźną buławkę. Szerokość przedplecza wynosiła 0,6 jego długości. W zarysie miało przód łukowaty, przednie kąty niewyraźne, a tylne wystające. Hypomery pozbawione były zamkniętych jamek. Od zewnątrz tarczka była niewidoczna, co jest cechą unikalną na tle plemienia. Pokrywy były 1,3 raza dłuższe niż szerokie, 2,3 raza dłuższe niż przedplecze, najszersze przy podstawie, ale prawie równoległoboczne z szeroko zaokrąglonym tyłem. Powierzchnię ich nieregularnie rzeźbiły punkty ze szczecinkami, a w wierzchołkowej połowie wgłębione były rzędy przyszwowe. Przedpiersie wypuszczało ku przodowi wypustkę osłaniającą głowę, a ku tyłowi długi i zaokrąglony na szczycie wyrostek międzybiodrowy. Biodra przedniej i środkowej pary były owalne, tylnej zaś poprzeczne. Odnóża były smukłe, zwieńczone pięcioczłonowymi stopami z krótkimi pazurkami i członem piątym tak długim jak trzy poprzednie razem wzięte. Tak szeroki jak długi odwłok miał pięć widocznych sternitów, z których pierwszy był nieco dłuższy od drugiego, trzeci krótszy od drugiego, czwarty krótszy od trzeciego, a piąty dłuższy niż czwarty i szeroko zaokrąglony z prostokątnym wycięciem na szczycie.

## Paleoekologia
Siedliskiem tego owada były gorące i wilgotne tropikalne lasy deszczowe o bujnej roślinności. Zdominowane były przez araukariowate, zwłaszcza z rodzaju agatis, ale występowały tu też sekwoje, metasekwoje, sosny, cedry i cyprysy. Piętro podszytu tworzyły głównie paprocie i widłaki właściwe. Pory roku determinowane były głównie przez opady. Lasy te rosły nad brzegami rzek, jezior, lagun czy estuariów, o czym świadczy udział fauny słodkowodnej. Nie były odległe od wybrzeży morskich, jako że w bursztynie birmańskim czasem spotkać można organizmy słonowodne, a zwłaszcza ślady ich działalności. Biota lasów cechowała się dużą bioróżnorodnością; do 2022 roku stwierdzono w burmicie około 2390 gatunków, 1575 rodzajów i 689 rodzin organizmów lądowych i słodkowodnych, w tym ponad 2240 gatunków, 1445 rodzajów, 612 rodzin, 66 rzędów i 8 gromad stawonogów. Faunę skórnikowatych reprezentują wśród nich także Attagenus burmiticus, Attagenus lundi, Attagenus secundus, Cretodermestes palpalis, Dermestes larvalis i Tuberphradonoma burmitica, ta ostatnia z tego samego co Cretomegatoma plemienia.